# Azay-le-Ferron
Pour les articles homonymes, voir Azay et Ferron.
Azay-le-Ferron est une commune française située dans le département de l'Indre, en région Centre-Val de Loire.

## Géographie

### Localisation
La commune est située dans l'ouest du département, à la limite avec le département d'Indre-et-Loire. Elle est située dans la région naturelle de la Brenne, au sein du parc naturel régional de la Brenne.
Les communes limitrophes sont : Martizay (5 km), Paulnay (6 km), Obterre (7 km), Bossay-sur-Claise (8 km), Saint-Michel-en-Brenne (9 km) et Charnizay (9 km).
Les communes chefs-lieux et préfectorales sont : Le Blanc (24 km), Châteauroux (48 km), Issoudun (71 km) et La Châtre (76 km).

### Hameaux et lieux-dits
Les hameaux et lieux-dits de la commune sont : la Pagerie, la Cordasserie et Enroche.

### Géologie et hydrographie
La commune est classée en zone de sismicité 2, correspondant à une sismicité faible.
Le territoire communal est arrosé par les rivières Claise et Clecq.

### Climat
Pour des articles plus généraux, voir Climat du Centre-Val de Loire et Climat de l'Indre.
En 2010, le climat de la commune est de type climat océanique dégradé des plaines du Centre et du Nord, selon une étude du CNRS s'appuyant sur une série de données couvrant la période 1971-2000. En 2020, Météo-France publie une typologie des climats de la France métropolitaine dans laquelle la commune est exposée à un climat océanique altéré et est dans la région climatique Centre et contreforts nord du Massif Central, caractérisée par un air sec en été et un bon ensoleillement.
Pour la période 1971-2000, la température annuelle moyenne est de 11,6 °C, avec une amplitude thermique annuelle de 15,1 °C. Le cumul annuel moyen de précipitations est de 737 mm, avec 11,1 jours de précipitations en janvier et 6,8 jours en juillet. Pour la période 1991-2020, la température moyenne annuelle observée sur la station météorologique de Météo-France la plus proche, sur la commune de Martizay à 5 km à vol d'oiseau, est de 12,4 °C et le cumul annuel moyen de précipitations est de 774,0 mm,. Pour l'avenir, les paramètres climatiques de la commune estimés pour 2050 selon différents scénarios d'émission de gaz à effet de serre sont consultables sur un site dédié publié par Météo-France en novembre 2022.

### Voies de communication et transports
Le territoire communal est desservi par les routes départementales : 14, 14C, 14D, 18, 111, 925 et 975.
La gare ferroviaire la plus proche est la gare de Loches, à 34 km.
Azay-le-Ferron est desservie par les lignes Q et R du Réseau de mobilité interurbaine.
L'aéroport le plus proche est l'aéroport de Châteauroux-Centre, à 58 km.
Le territoire communal est traversé par le sentier de grande randonnée de pays de la Brenne.

## Urbanisme

### Typologie
Au 1er janvier 2024, Azay-le-Ferron est catégorisée commune rurale à habitat très dispersé, selon la nouvelle grille communale de densité à sept niveaux définie par l'Insee en 2022.
Elle est située hors unité urbaine et hors attraction des villes,.

### Occupation des sols
L'occupation des sols de la commune, telle qu'elle ressort de la base de données européenne d’occupation biophysique des sols Corine Land Cover (CLC), est marquée par l'importance des territoires agricoles (76,5 % en 2018), en diminution par rapport à 1990 (80 %). La répartition détaillée en 2018 est la suivante : 
terres arables (46,2 %), forêts (18,4 %), prairies (18,1 %), zones agricoles hétérogènes (12,2 %), eaux continentales (2,3 %), zones urbanisées (1,2 %), milieux à végétation arbustive et/ou herbacée (1,1 %), espaces verts artificialisés, non agricoles (0,5 %). L'évolution de l’occupation des sols de la commune et de ses infrastructures peut être observée sur les différentes représentations cartographiques du territoire : la carte de Cassini (XVIIIe siècle), la carte d'état-major (1820-1866) et les cartes ou photos aériennes de l'IGN pour la période actuelle (1950 à aujourd'hui).

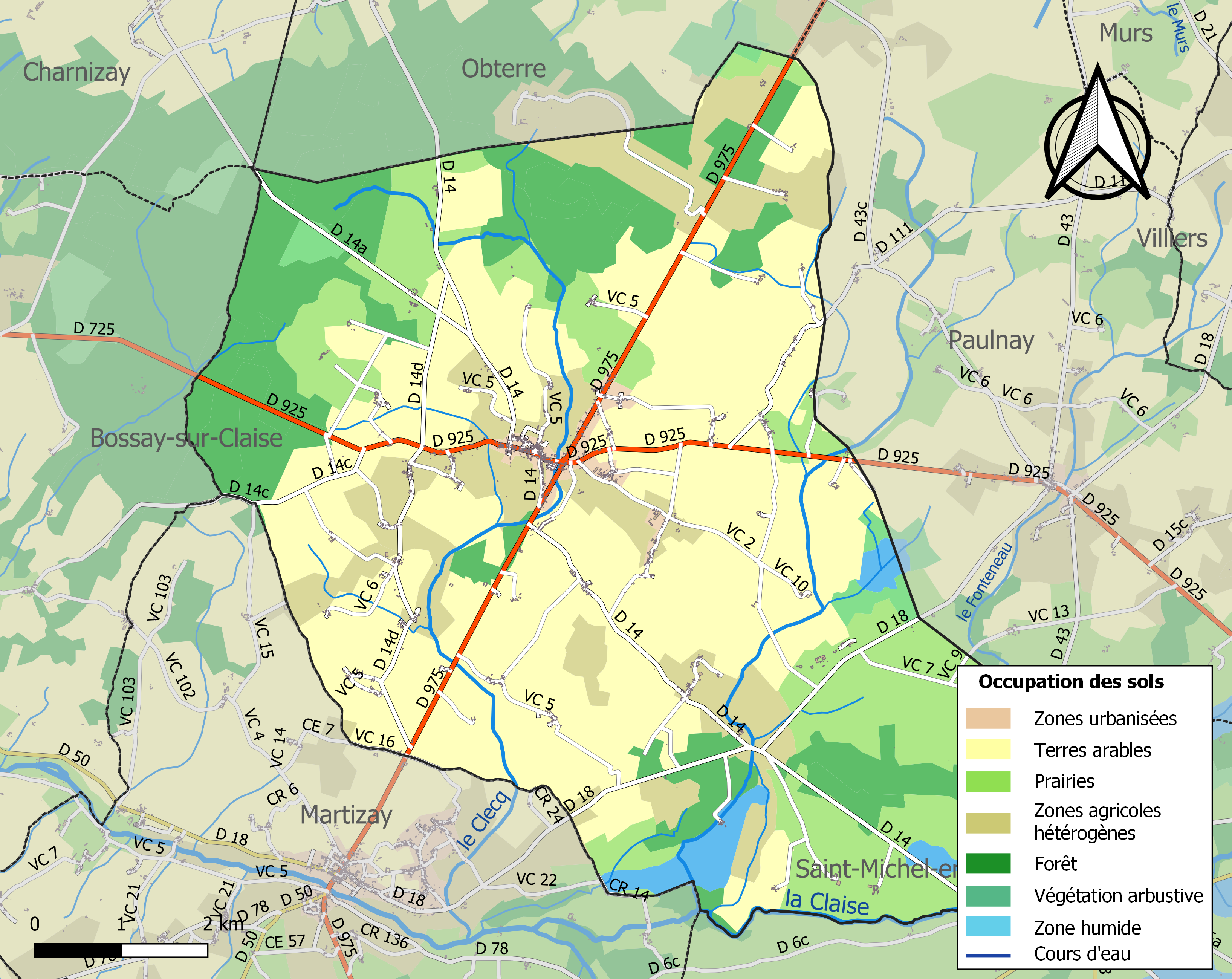
Carte des infrastructures et de l'occupation des sols de la commune en 2018 (CLC).

### Logement
Le tableau ci-dessous présente le détail du secteur des logements de la commune :
| Date du relevé                                              | 2013   | 2015   |
| Nombre total de logements                                   | 616    | 621    |
| Résidences principales                                      | 69,1 % | 68,1 % |
| Résidences secondaires                                      | 18,8 % | 19,4 % |
| Logements vacants                                           | 12,1 % | 12,5 % |
| Part des ménages propriétaires de leur résidence principale | 77,4 % | 76,8 % |

### Risques majeurs
Le territoire de la commune d'Azay-le-Ferron est vulnérable à différents aléas naturels : météorologiques (tempête, orage, neige, grand froid, canicule ou sécheresse), feux de forêts, mouvements de terrains et séisme (sismicité faible). Il est également exposé à un risque technologique, le transport de matières dangereuses. Un site publié par le BRGM permet d'évaluer simplement et rapidement les risques d'un bien localisé soit par son adresse soit par le numéro de sa parcelle.

#### Risques naturels
Pour anticiper une remontée des risques de feux de forêt et de végétation vers le nord de la France en lien avec le dérèglement climatique, les services de l’État en région Centre-Val de Loire (DREAL, DRAAF, DDT) avec les SDIS ont réalisé en 2021 un atlas régional du risque de feux de forêt, permettant d’améliorer la connaissance sur les massifs les plus exposés. La commune, étant pour partie dans les massifs de Preuilly et de Brenne, est classée au niveau de risque 1, sur une échelle qui en comporte quatre (1 étant le niveau maximal).

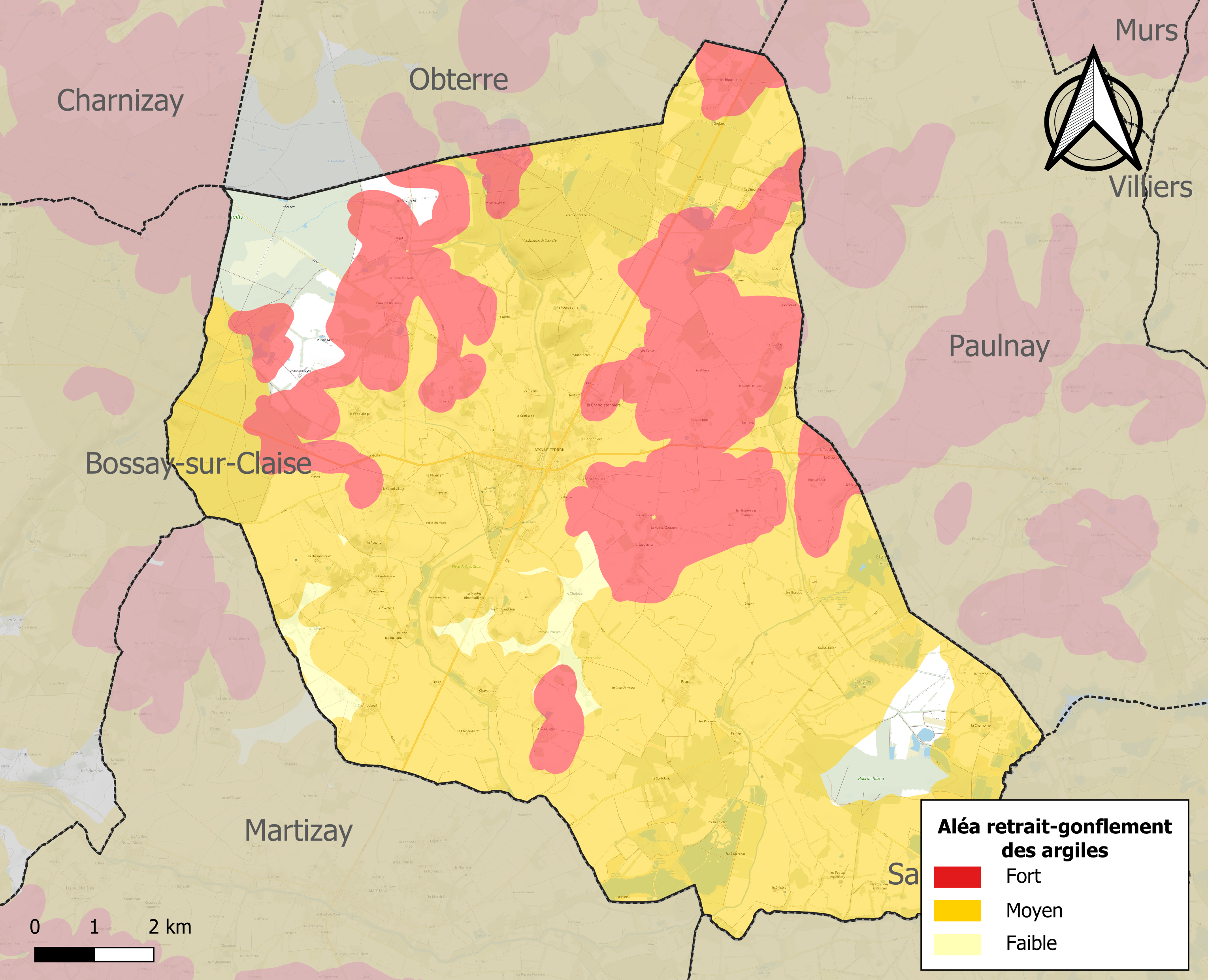
Carte des zones d'aléa retrait-gonflement des sols argileux d'Azay-le-Ferron.

Les mouvements de terrains susceptibles de se produire sur la commune sont des tassements différentiels.
Le retrait-gonflement des sols argileux est susceptible d'engendrer des dommages importants aux bâtiments en cas d’alternance de périodes de sécheresse et de pluie. 91,6 % de la superficie communale est en aléa moyen ou fort (84,7 % au niveau départemental et 48,5 % au niveau national). Sur les 651 bâtiments dénombrés sur la commune en 2019, 625 sont en aléa moyen ou fort, soit 96 %, à comparer aux 86 % au niveau départemental et 54 % au niveau national. Une cartographie de l'exposition du territoire national au retrait gonflement des sols argileux est disponible sur le site du BRGM,.
Concernant les mouvements de terrains, la commune a été reconnue en état de catastrophe naturelle au titre des dommages causés par la sécheresse en 1989, 1991, 1992, 2002, 2011, 2016, 2017 et 2018 et par des mouvements de terrain en 1999.

#### Risques technologiques
Le risque de transport de matières dangereuses sur la commune est lié à sa traversée par des infrastructures routières ou ferroviaires importantes ou la présence d'une canalisation de transport d'hydrocarbures. Un accident se produisant sur de telles infrastructures est en effet susceptible d’avoir des effets graves au bâti ou aux personnes jusqu’à 350 m, selon la nature du matériau transporté. Des dispositions d’urbanisme peuvent être préconisées en conséquence.

## Gentilé
Ses habitants sont appelés les Ferronnais.

## Toponymie
Le nom de la localité est attesté sous les formes latines Acciacum et Aziacum Ferronii au XIIe siècle, sous la forme Azium en 1263.
Comme beaucoup de toponymes se terminant en -acum, Azay-le-Ferron dérive d'un anthroponyme romain, sans doute Asinius que nous savons être aussi le nom d'une famille romaine Asinius dont Asinius Pollion était un ami de l'empereur Auguste, suivi du nom propre Ferron, « Azay celui de Ferron ».

## Histoire
Azay-Le-Ferron est une commune tourangelle qui, lors du démantèlement de la baronnie de Preuilly (première baronnie de Touraine) en 1790, fut, en compagnie de quelques-unes de ses voisines, regroupée avec le Bas-Berry pour former le département de l'Indre.
La commune fut rattachée de 1973 à 2015 au canton de Mézières-en-Brenne.

## Politique et administration
La commune dépend de l'arrondissement du Blanc, du canton du Blanc, de la première circonscription de l'Indre et de la communauté de communes Cœur de Brenne.
Elle dispose d'une agence postale communale, d'un centre de première intervention et d'un office de tourisme.

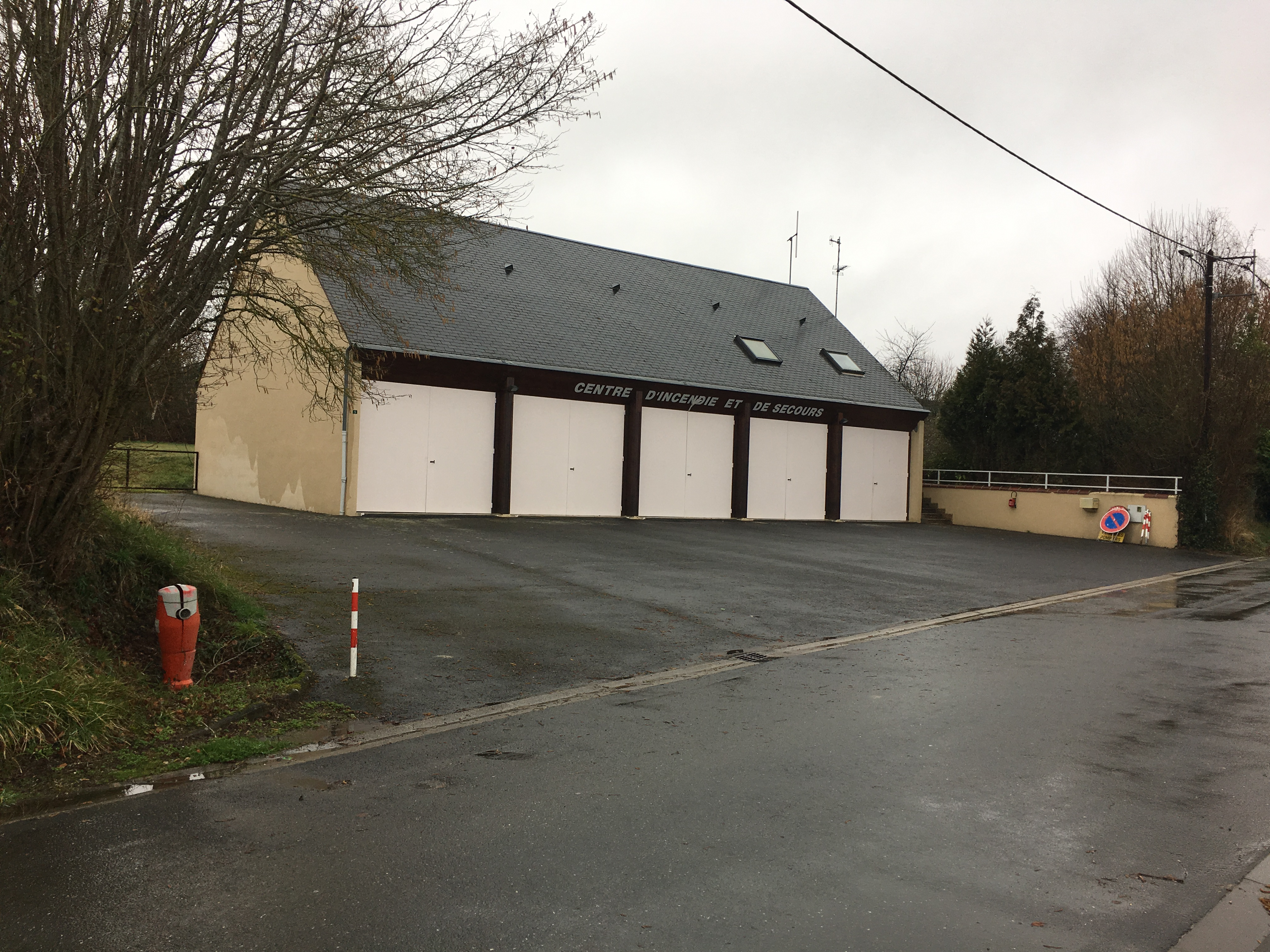
Le centre de première intervention en 2017.

Azay-le-Ferron est jumelée depuis 1987, avec la commune de Gars am Inn, en Allemagne.
| Période                                  | Période   | Identité            | Étiquette | Qualité     |
| ---------------------------------------- | --------- | ------------------- | --------- | ----------- |
| ?                                        | mars 1983 | Jean Herpin         | ?         | ?           |
| mars 1983                                | mars 2001 | Raymond Coutant     | ?         | ?           |
| mars 2001                                | 2005      | Jean Réjasse        | ?         | ?           |
| 2005                                     | mars 2008 | Marie-Noëlle Ledoux | ?         | ?           |
| mars 2008,                               | En cours  | Martine Prault      | DVD       | Gérante PME |
| Les données manquantes sont à compléter. |           |                     |           |             |

## Population et société

### Démographie
L'évolution du nombre d'habitants est connue à travers les recensements de la population effectués dans la commune depuis 1793. Pour les communes de moins de 10 000 habitants, une enquête de recensement portant sur toute la population est réalisée tous les cinq ans, les populations de référence des années intermédiaires étant quant à elles estimées par interpolation ou extrapolation. Pour la commune, le premier recensement exhaustif entrant dans le cadre du nouveau dispositif a été réalisé en 2007.

En 2022, la commune comptait 835 habitants, en évolution de −3,02 % par rapport à 2016 (Indre : −3 %, France hors Mayotte : +2,11 %).
| 1793  | 1800  | 1806  | 1821  | 1831  | 1836  | 1841  | 1846  | 1851  |
| ----- | ----- | ----- | ----- | ----- | ----- | ----- | ----- | ----- |
| 1 855 | 1 759 | 1 575 | 1 941 | 2 001 | 2 115 | 2 098 | 2 197 | 2 144 |

| 1856  | 1861  | 1866  | 1872  | 1876  | 1881  | 1886  | 1891  | 1896  |
| ----- | ----- | ----- | ----- | ----- | ----- | ----- | ----- | ----- |
| 2 150 | 2 124 | 2 100 | 1 978 | 1 968 | 2 008 | 2 018 | 1 985 | 1 925 |

| 1901  | 1906  | 1911  | 1921  | 1926  | 1931  | 1936  | 1946  | 1954  |
| ----- | ----- | ----- | ----- | ----- | ----- | ----- | ----- | ----- |
| 1 901 | 1 856 | 1 844 | 1 568 | 1 579 | 1 602 | 1 549 | 1 572 | 1 503 |

| 1962  | 1968  | 1975  | 1982  | 1990  | 1999 | 2006 | 2007 | 2012 |
| ----- | ----- | ----- | ----- | ----- | ---- | ---- | ---- | ---- |
| 1 403 | 1 364 | 1 314 | 1 146 | 1 036 | 991  | 949  | 942  | 869  |

| 2017 | 2022 | - | - | - | - | - | - | - |
| ---- | ---- | - | - | - | - | - | - | - |
| 862  | 835  | - | - | - | - | - | - | - |

### Enseignement
La commune dépend de la circonscription académique du Blanc.

### Manifestations culturelles et festivités
Deux festivals sont organisés chaque année, dont le « festival un parc et des peintres » et le « festival au fil du temps ».

### Équipement culturel
Elle dispose d'une médiathèque.

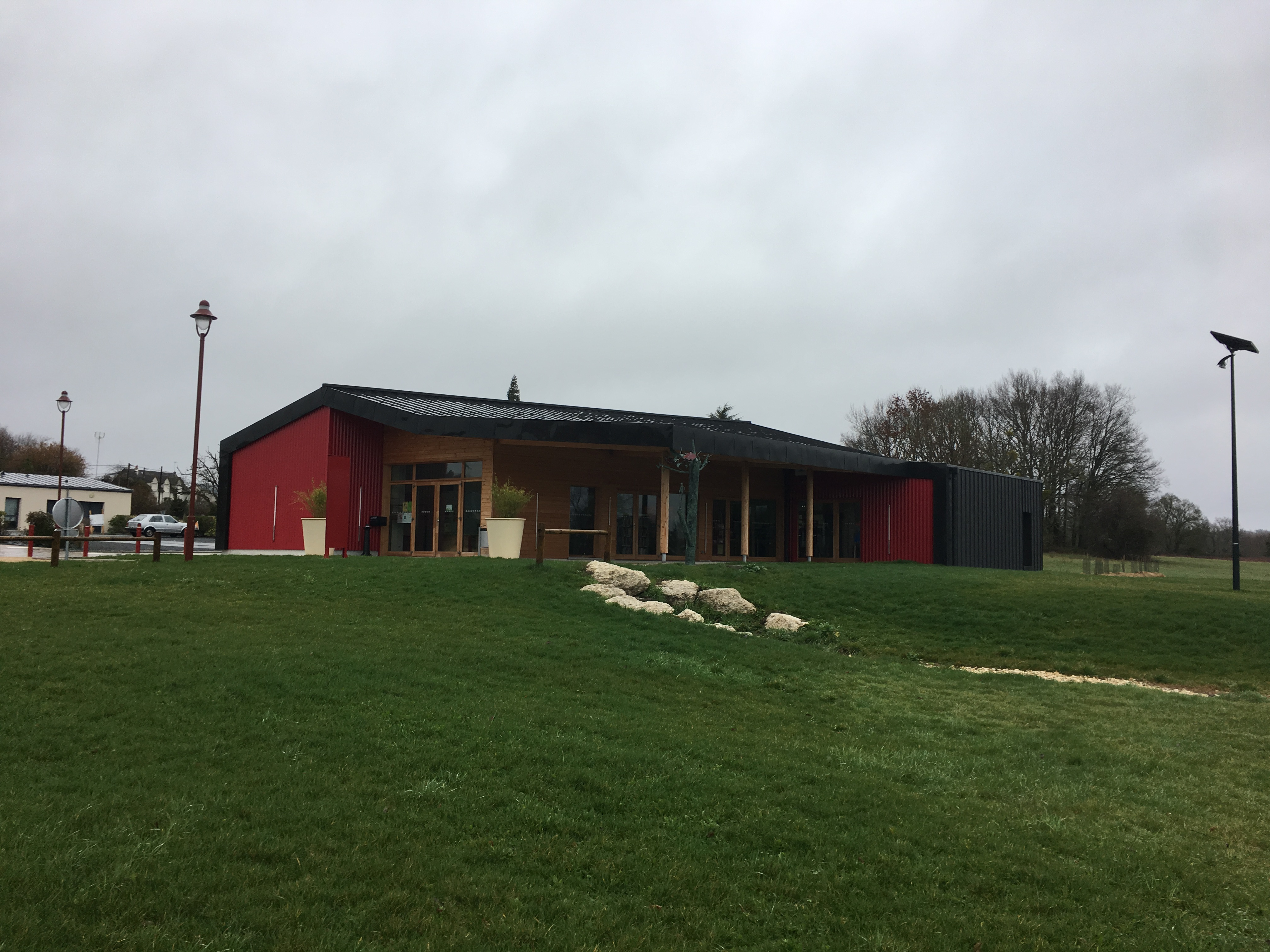
La médiathèque en 2017.

### Santé
Elle dispose d'une maison médicale.

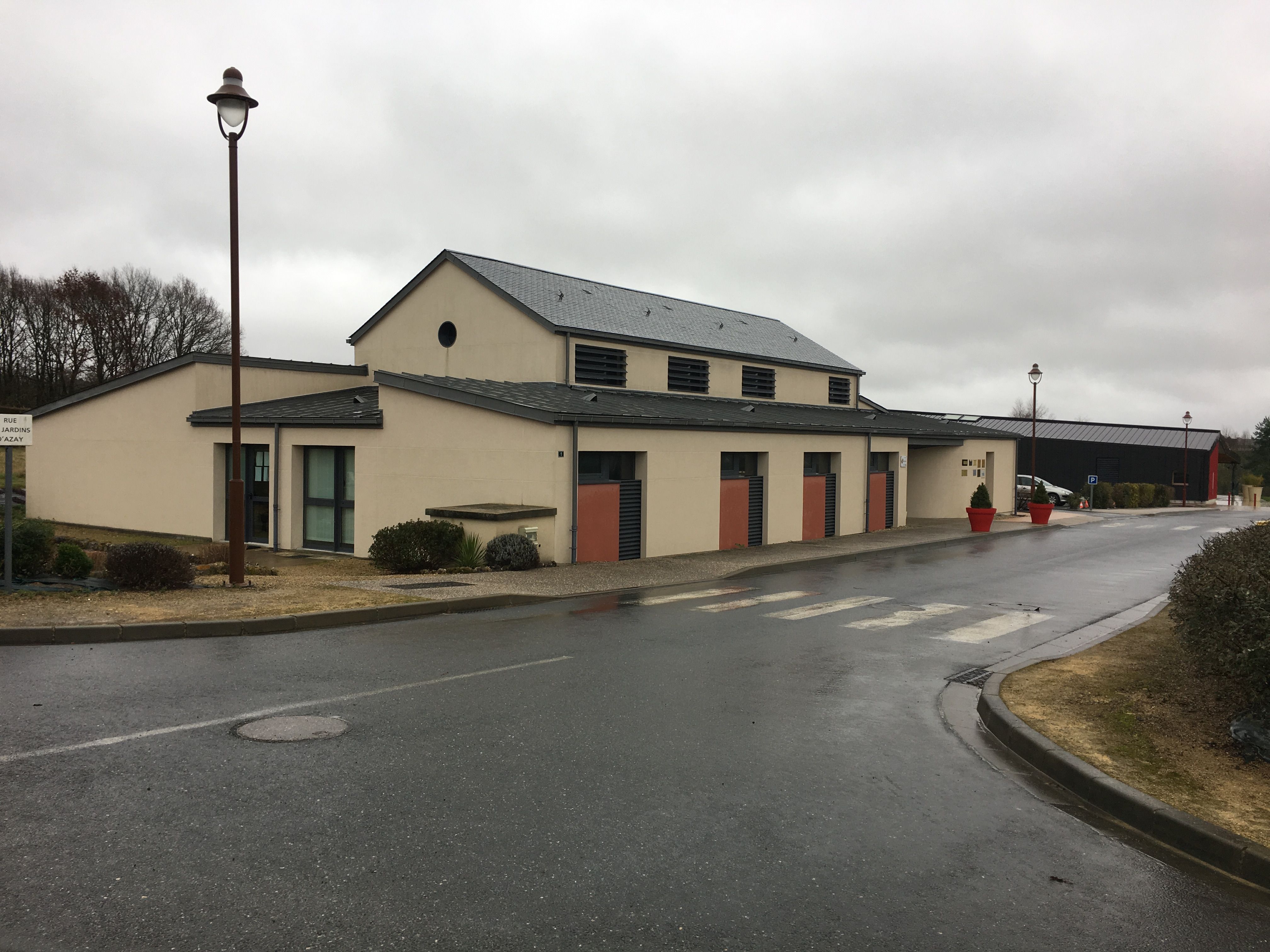
La maison médicale en 2017.

### Médias
La commune est couverte par les médias suivants : La Nouvelle République du Centre-Ouest, Le Berry républicain, L'Écho - La Marseillaise, La Bouinotte, Le Petit Berrichon, France 3 Centre, Berry Issoudun Première, Vibration, Forum, France Bleu Berry et RCF en Berry.

## Économie
La commune se situe dans la zone d’emploi du Blanc et dans le bassin de vie de La Roche-Posay.
La commune se trouve dans l'aire géographique et dans la zone de production du lait, de fabrication et d'affinage des fromages Pouligny-saint-pierre et Sainte-maure-de-touraine.

## Culture locale et patrimoine

### Château
Le château d'Azay-le-Ferron (XVe et XVIIIe siècles) remarquablement conservé, abrite de magnifiques collections de mobilier Renaissance, XVIe siècle et Empire. De beaux jardins l'entourent : jardin à la française, jardin paysagé, jardin de topiaires et de buis taillés, aux formes étranges. Ce château, où a vécu en dernier la famille Hersent-Luzarche, a été légué en 1951 à la ville de Tours qui en est aujourd'hui propriétaire.

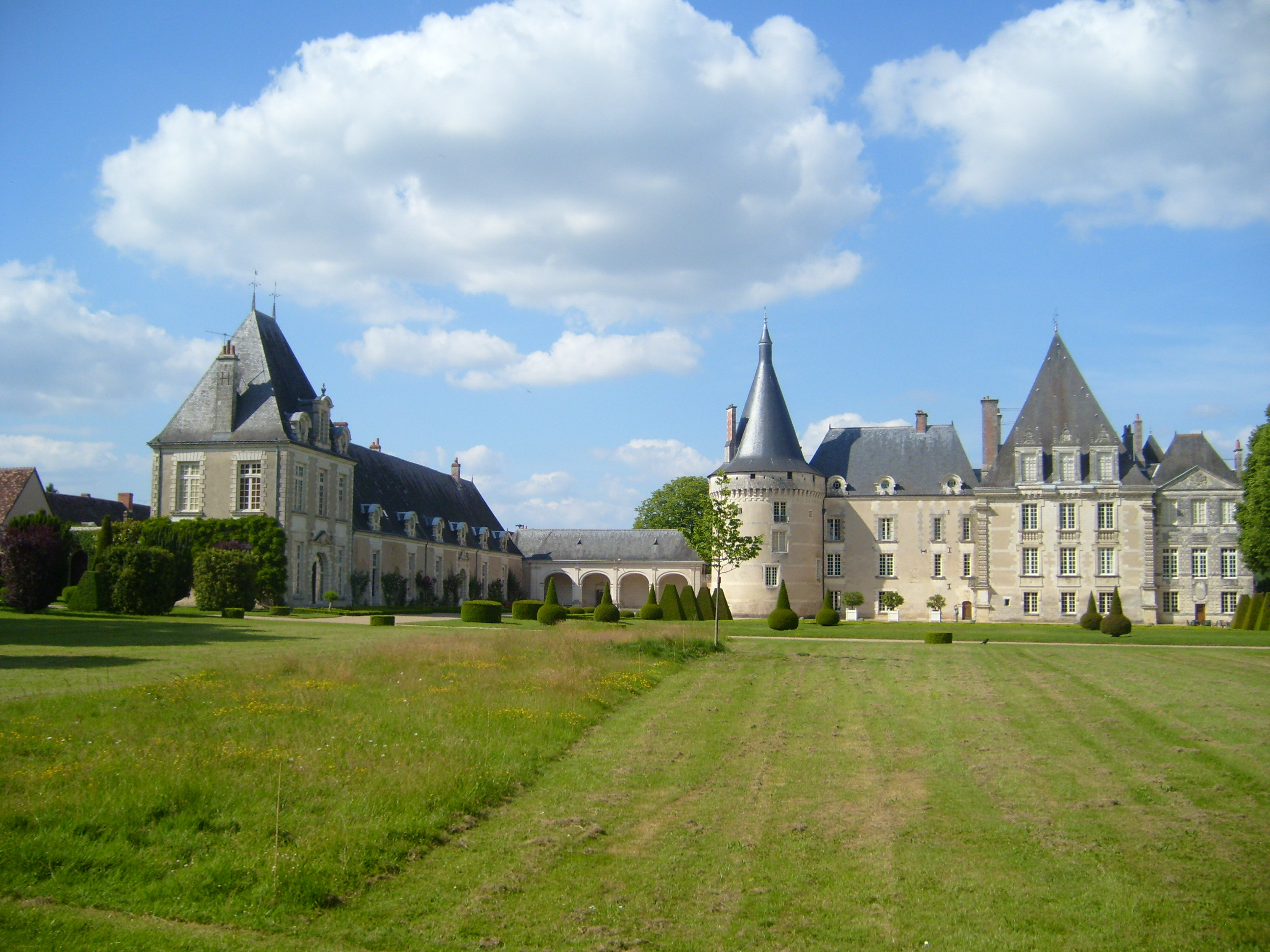
Le château en 2012.
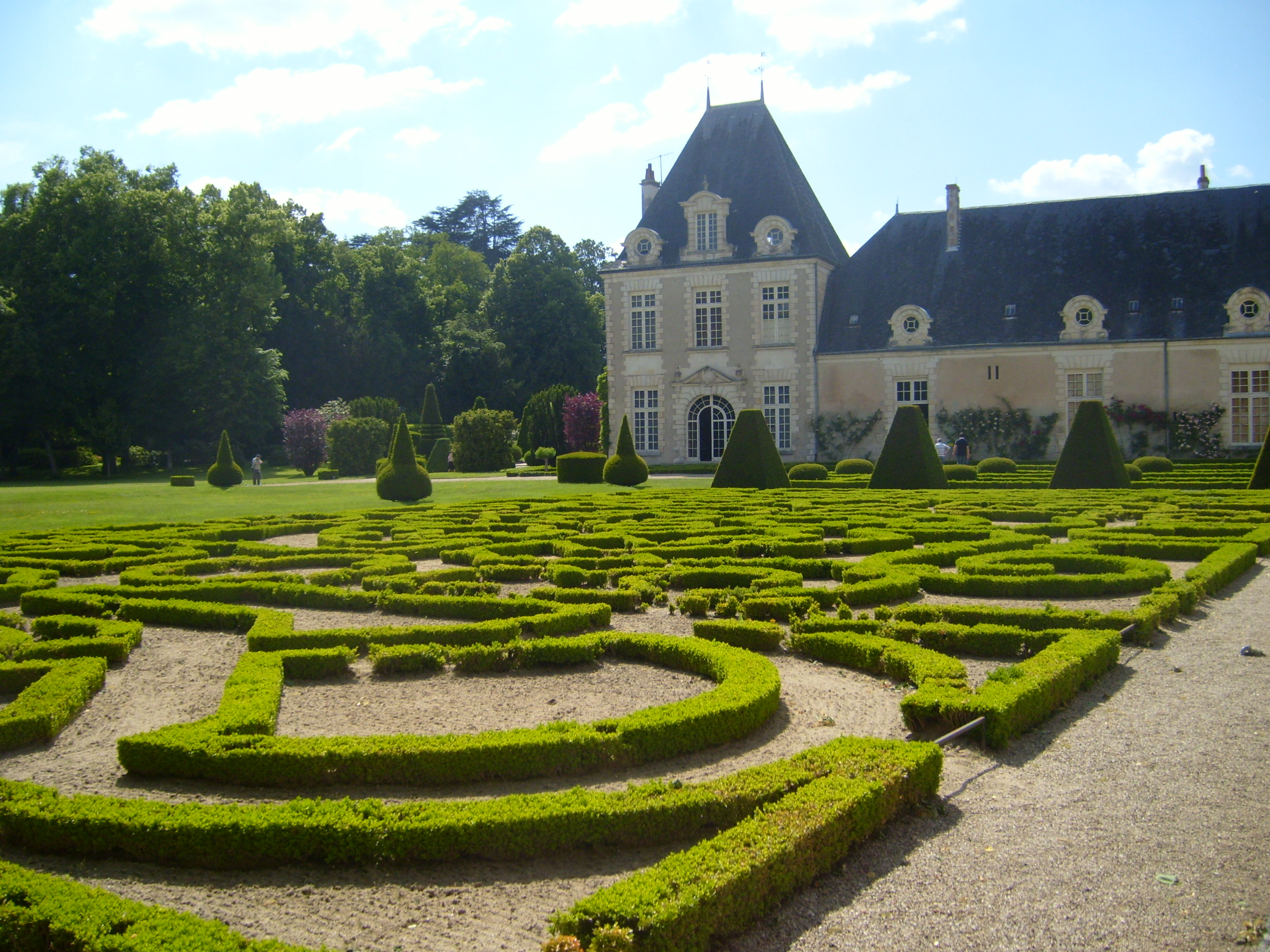
Le jardin en 2009.
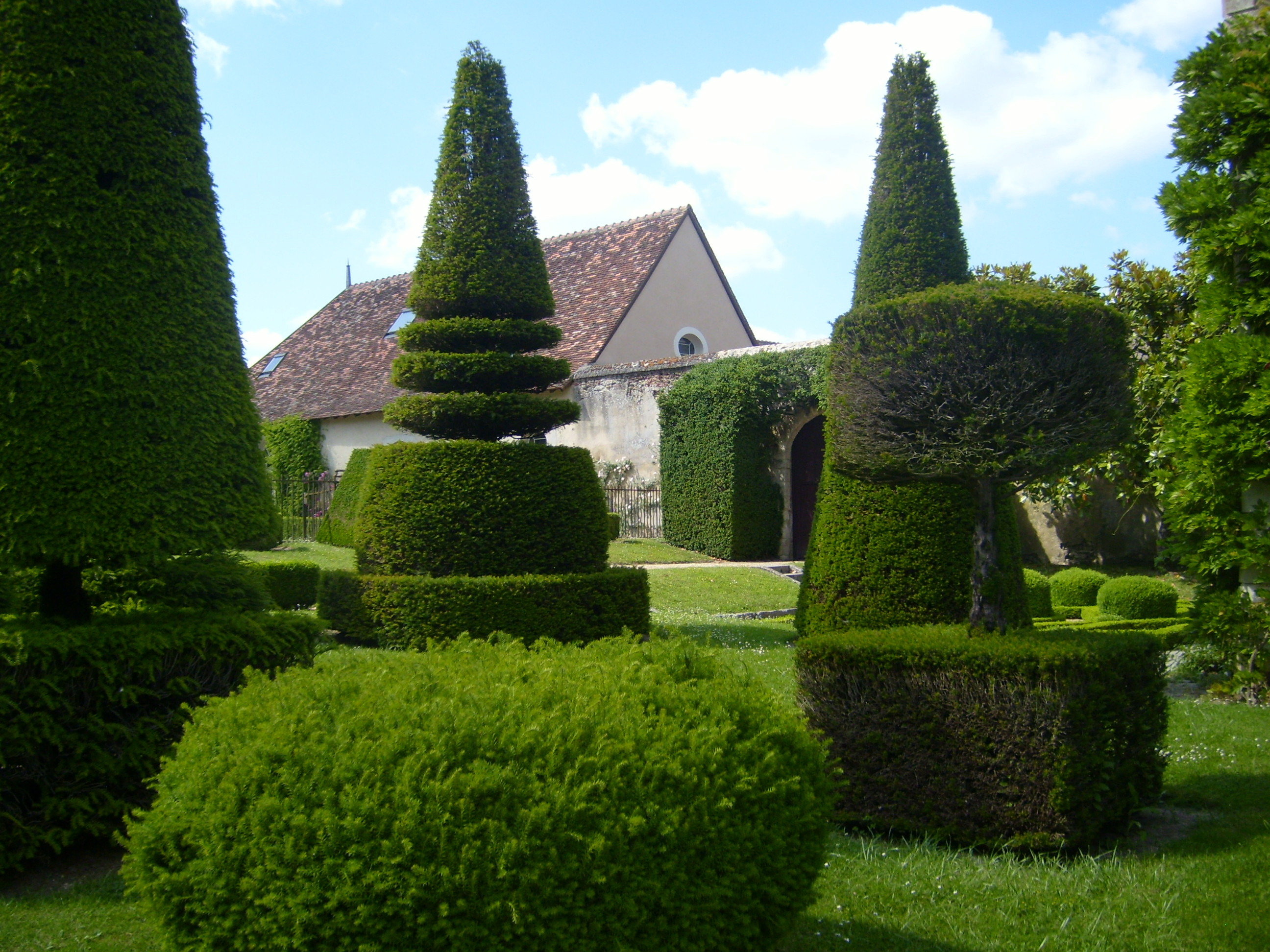
Les arbres en 2009.

### Réserve zoologique de la Haute-Touche
La réserve zoologique de la Haute-Touche, l'un des plus vastes zoos de France (436 hectares) et l'un des principaux pôles touristiques du département, est une ancienne terre du château d'Azay-le-Ferron appartenant aujourd'hui au Muséum national d'histoire naturelle qui y mène des recherches en biotechnologies et y reproduit des espèces animales sauvages menacées d'extinction.

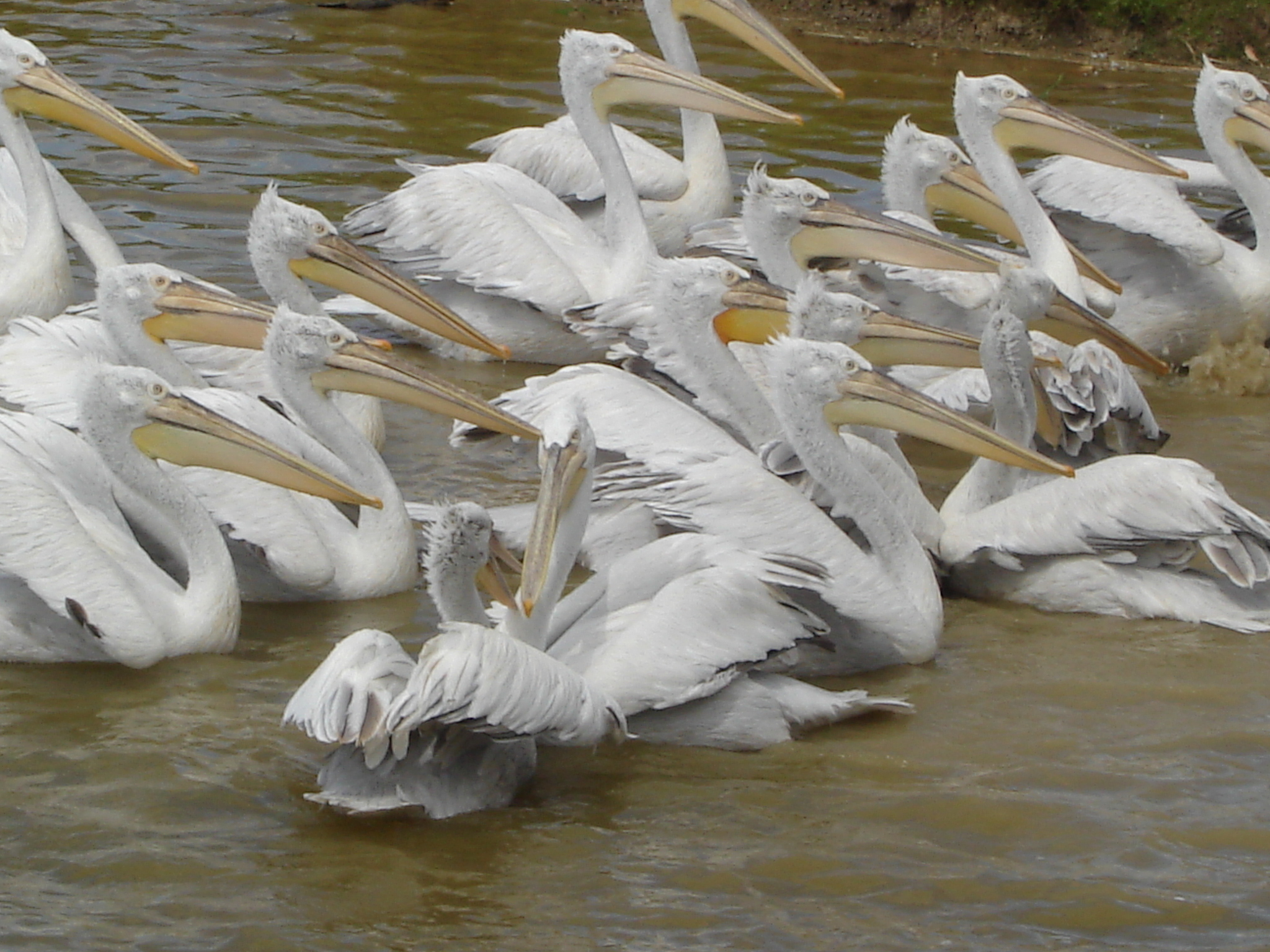
Les pélicans de la Haute-Touche en 2008.
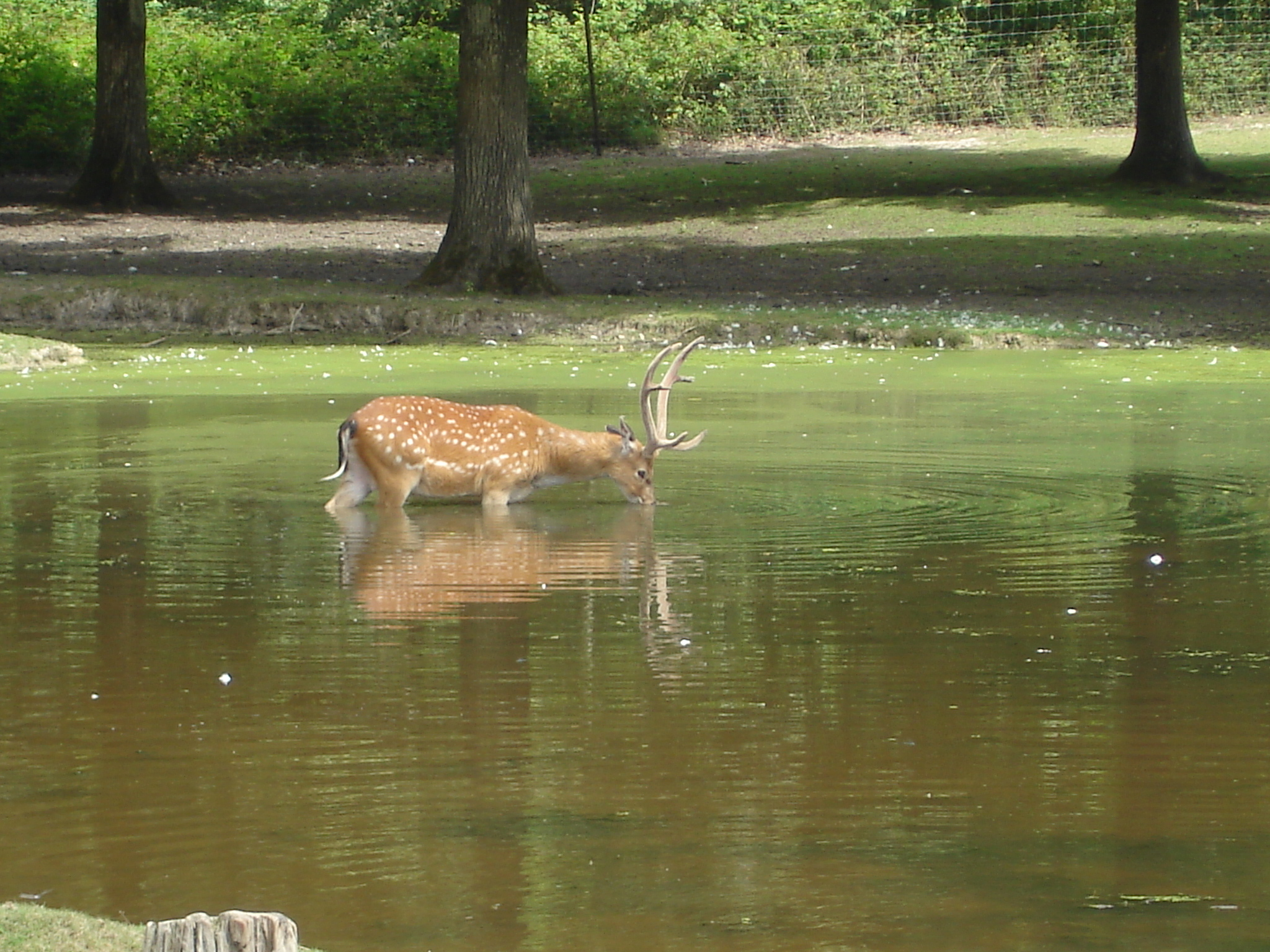
Un jeune daim en 2008.
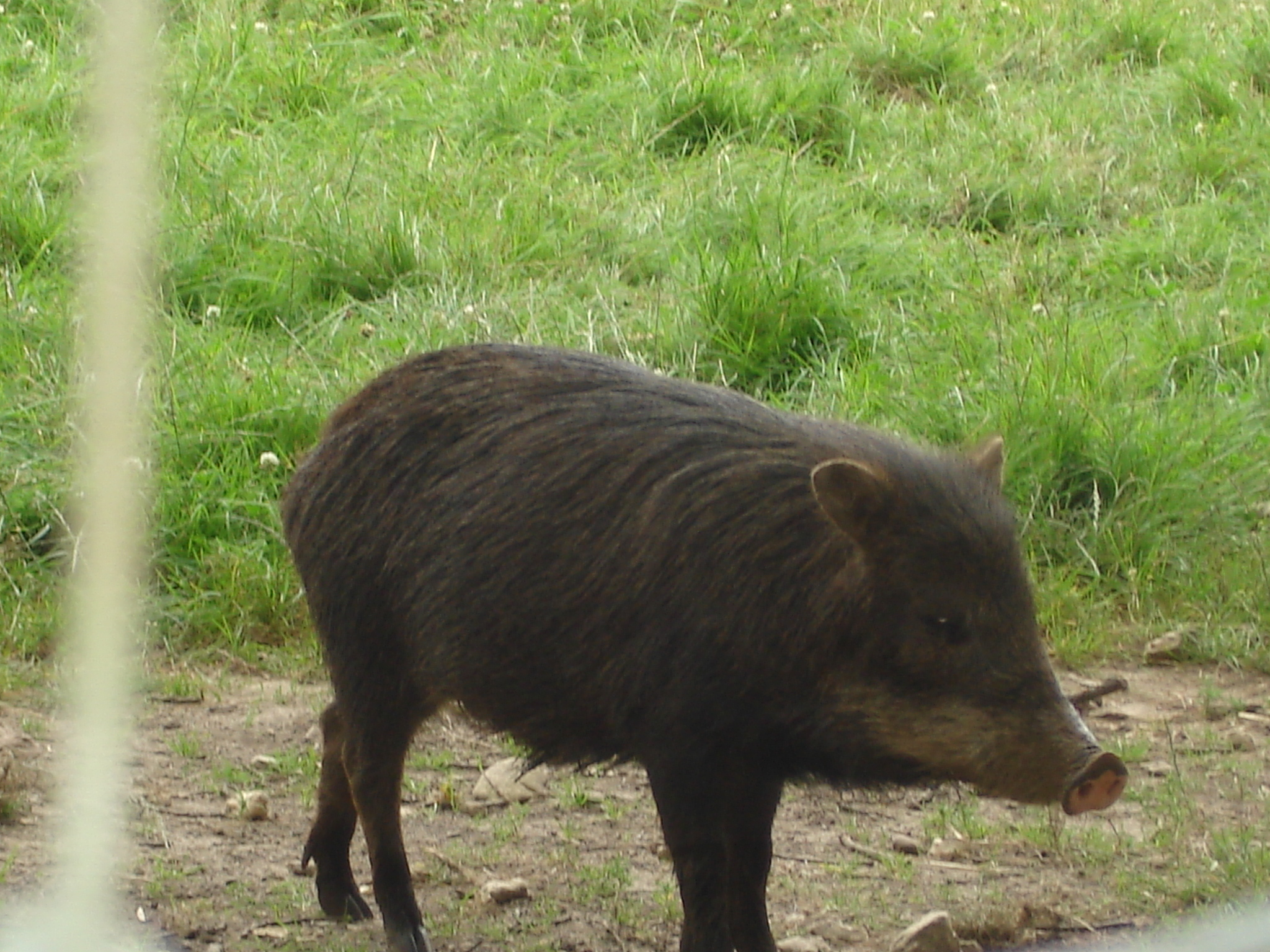
Le pécari en 2008.

### Église Saint-Nazaire
L'église Saint-Nazaire fut classée monument historique en 1927 et placée sous le patronage de l'abbaye Saint-Cyran en Brenne. On ne possède aucun document relatif à sa construction mais la nef a été datée du début du XIIIe siècle.

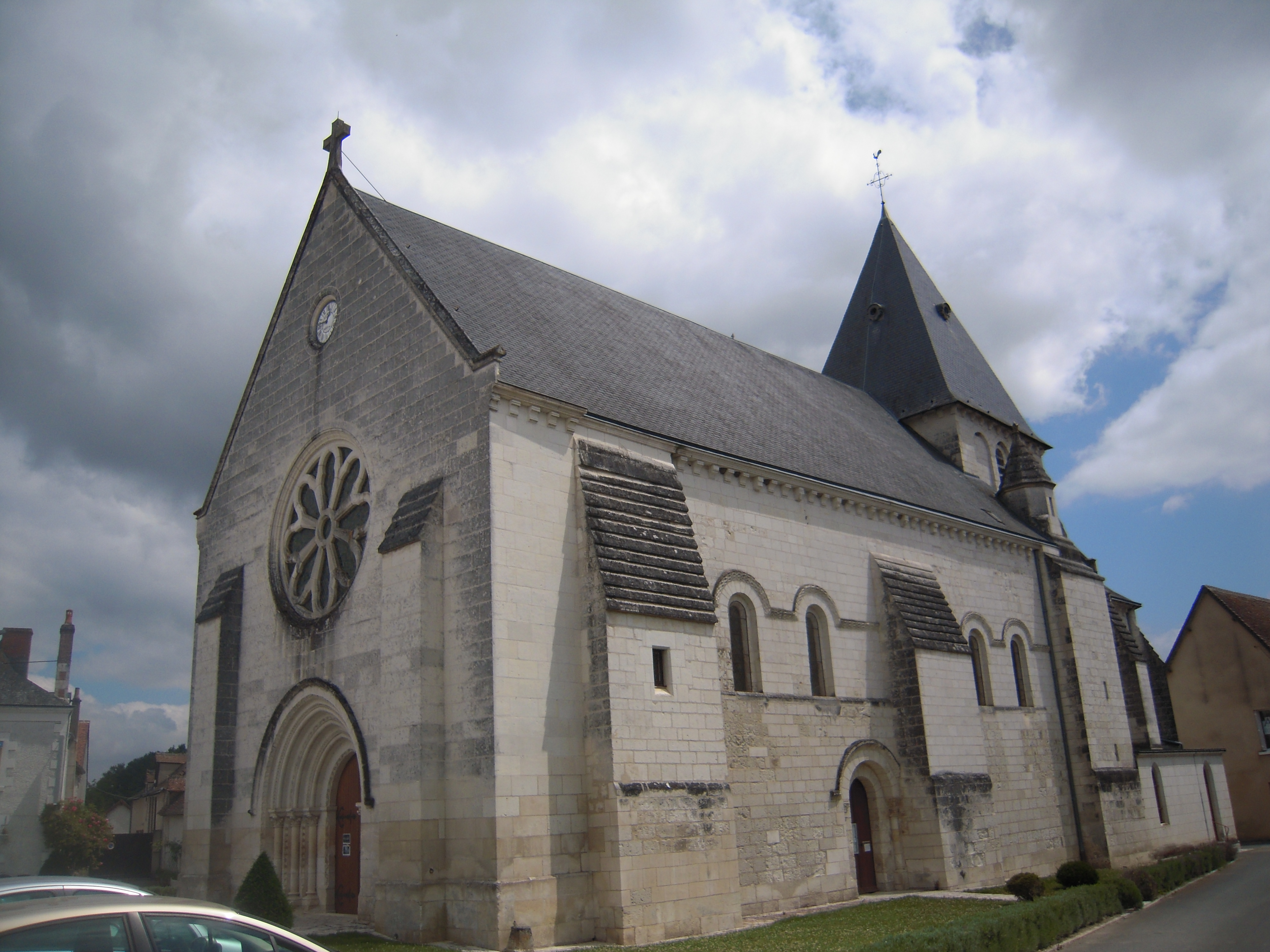
L'église en 2014.
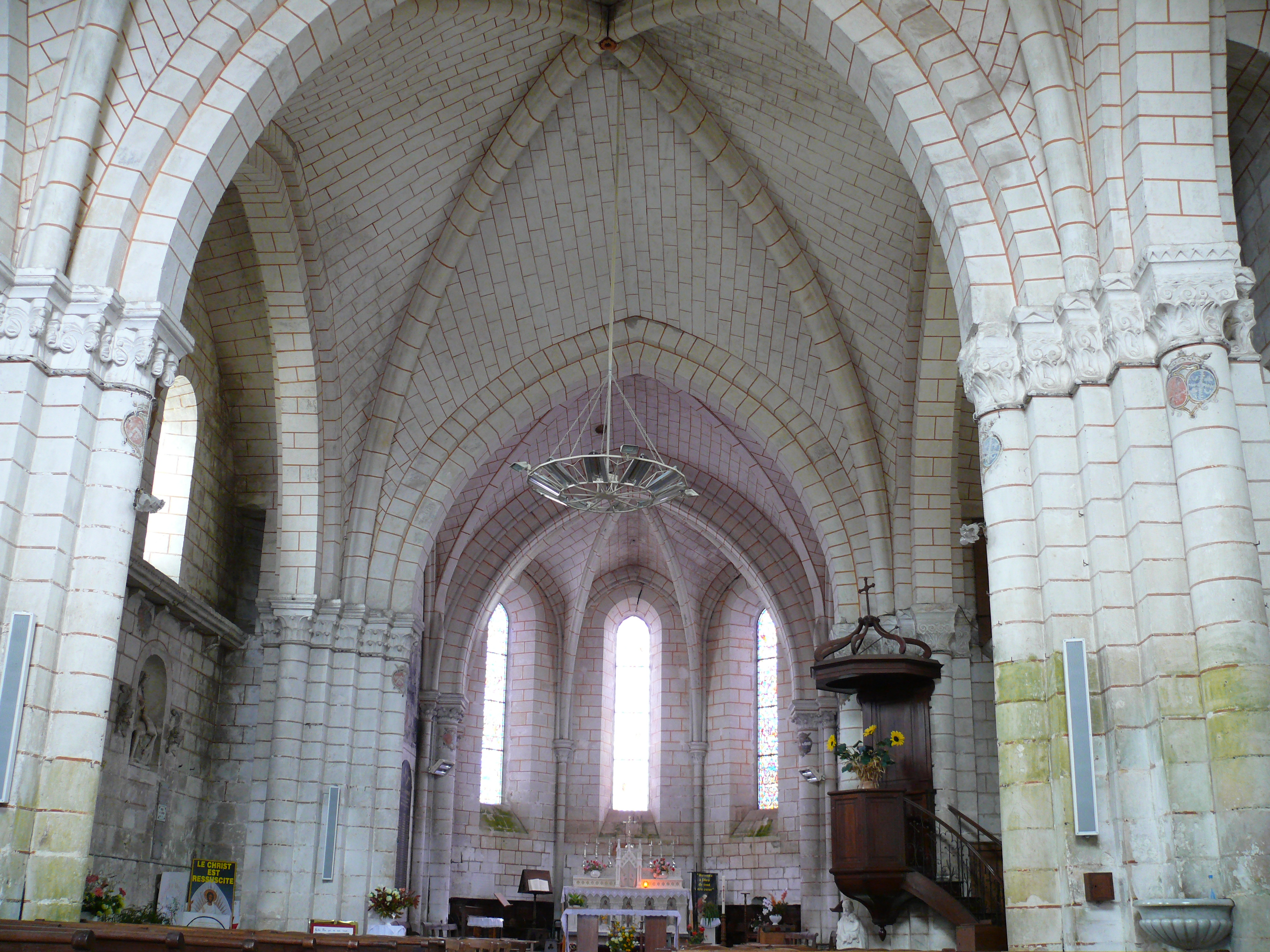
La nef de l'église en 2010.

### Forêt de Tours-Preuilly
Située à la sortie d'Azay-le-Ferron, elle est fréquentée dès le Ier siècle av. J.-C. par les Gaulois qui exploitent le fer. De la fin de la Renaissance au milieu du XIXe siècle, l'exploitation de la forêt est liée aux activités des fourneaux de la Claise. La forêt sert à l'extraction du minerai de fer, à la production de charbon de bois et aux dépôts de scories issues de la transformation du minerai. À la fin du XVIIIe siècle, une tuilerie est en activité au lieu-dit la Fontaine Bourbon. Lors de la Révolution de 1789, la forêt est vendue avec le château d'Azay-le-Ferron. En 1951-1952, madame Hersent-Luzarche lègue l'ensemble à la ville de Tours. L'Office national des forêts (ONF) en assure aujourd'hui la gestion pour la ville de Tours.

### Personnalités liées à la commune
- Louis Auguste Le Tonnelier de Breteuil (1730-1807), baron de Preuilly, est un diplomate et homme politique français.
- Pierre-Claude Nioche (1751-1828), avocat et homme politique, député du tiers aux États généraux.
- Louis-François Cassas (1756-1827), peintre orientaliste français.

### Héraldique, logotype et devise
| Blason de Azay-le-Ferron | Blason  | De gueules au chevron d'argent accompagné de trois trèfles d'or. |
| Blason de Azay-le-Ferron | Détails | Le statut officiel du blason reste à déterminer.                 |